# Phyllosticta roboris
Phyllosticta roboris är en svampart som beskrevs av Oudem. 1902. Phyllosticta roboris ingår i släktet Phyllosticta och familjen Botryosphaeriaceae.   Inga underarter finns listade i Catalogue of Life.